# Perruche terrestre
Pezoporus wallicus
Espèce
Statut de conservation UICN

 LC  : Préoccupation mineure
Statut CITES
La Perruche terrestre (Pezoporus wallicus) est une espèce d'oiseau appartenant à la famille des Psittacidae.

## Description
Cet oiseau mesure environ 30 cm de long. Il présente un corps trapu et rond, affiné par une longue queue. Son plumage est essentiellement vert brillant, marbré de jaune et de noir, coloration rappelant celle de certains lézards. Son front arbore une tache rouge orangé. Son bec et ses pattes sont gris foncé. Ses iris sont jaunes.
Cette espèce ne présente pas de dimorphisme sexuel.